# بار الکتریکی
بار الکتریکی (به انگلیسی: Electric charge) خاصیت فیزیکی ماده است و زمانی که در میدان الکتریکی قرار می‌گیرد به آن نیرو وارد می‌شود. بار الکتریکی، دو نوع است: بار مثبت و بار منفی. بار مثبت دربردارندهٔ پروتون‌ها و بار منفی دربردارندهٔ الکترون‌ها است. بارهای هم‌نام یکدیگر را دفع و بارهای ناهمنام یکدیگر را جذب می‌کنند. ماده‌ای که هیچ بار خالصی ندارد، از لحاظ الکتریکی خنثی است. در دستگاه بین‌المللی یکاها واحد بار الکتریکی کولُن (C) است. البته در مهندسی برق از یکای آمپر ساعت (Ah) نیز استفاده می‌کنند. در کنش میان اجسام باردار، دانش الکترومغناطیس کلاسیک کافی است و از اثرهای کوانتومی صرف نظر می‌شود.
بار الکتریکی یک خاصیت پایستگی در ماده است که به آن اصل پایستگی بار هم گفته می‌شود که می‌گوید «مجموع جبری همهٔ بارهای الکتریکی در یک دستگاه منزوی ثابت است» یا به عبارتی دیگر یعنی هرگز امکان تولید یا نابودی یک بار خالص وجود ندارد و بار فقط از جسمی به جسم دیگر منتقل می‌شود؛ بار الکتریکی از ذرات زیراتمی ماده که تعیین‌کنندهٔ خواص الکترومغناطیس ماده‌اند، ناشی می‌شود. یک مادهٔ باردار الکتریکی، تولیدکنندهٔ میدان‌های الکترومغناطیسی است و خود از آن‌ها تأثیر می‌گیرد. اندرکنشی میان یک بار متحرک و یک میدان الکترومغناطیسی عامل ایجاد نیروهای الکترومغناطیسی است. این نیرو خود یکی از چهار نیروی بنیادی است.
آزمایش‌ها در قرن بیستم، توضیحی کوانتومی از بار الکتریکی ارائه کرده‌اند (این عمل را کوانتومی‌کردن می‌نامند)، به عبارت دیگر دانشمندان دریافته‌اند که بار الکتریکی خود از واحد کوچک‌تری با نام بار بنیادی تشکیل شده است. بار یک الکترون تقریباً برابر با {\displaystyle e=1.602\times 10^{-19}C} است. (البته ذراتی با نام کوارک وجود دارند که باری به اندازهٔ چند e⅓ دارند) پروتون باری به اندازهٔ e و الکترون باری برابر با e- دارد. علم مطالعهٔ ذرات باردار و توضیح ارتباط آن‌ها با فوتون‌ها، الکترودینامیک کوانتومی نام دارد. تعداد الکترون‌ها یا پروتون‌های آزاد موجود در یک جسم را بار آن جسم گویند. تعریف اندازهٔ بار:
اندازهٔ الکتریسیته موجود در الکترون یا پروتون {\displaystyle 1.6\times 10^{-19}C} است. اگر آن را در تعداد الکترون یا پروتون ضرب کنیم، نتیجه اندازهٔ بار جسم خواهد بود.

## مقدمه

میدان الکتریکی ایجاد شده توسط بار مثبت

میدان الکتریکی ایجاد شده توسط بار منفی

بار یک ویژگی بنیادی در انواع ماده است که به صورت ربایش یا رانش الکتروستاتیکی در حضور ماده‌ای دیگر نمود پیدا می‌کند.
بار الکتریکی ویژگی است که سرچشمهٔ آن به بسیاری از ذرات زیراتمی ماده برمی‌گردد. بارِ ذراتی که به صورت آزاد یافت می‌شوند به اندازهٔ ضریب صحیحی از بار بنیادی (بار یک الکترون) است، در این حالت می‌گوییم بار الکتریکی یک کمیت گسسته است. مایکل فارادی در آزمایش‌های برق‌کافت خود دریافت که بار الکتریکی کمیتی گسسته است. رابرت میلیکان نیز در آزمایش‌های خود به این حقیقت می‌رسد و مقدار بار یک پروتون را نیز اندازه می‌گیرد.

بنابراین به صورت کمیت‌های گسسته می‌گوییم که بار یک الکترون ۱- و بار یک پروتون ۱+ است. ذرات بارداری که بار آن‌ها هم‌نام باشد یکدیگر را می‌رانند و ذراتی که بارهای ناهم‌نام دارند یک دیگر را می‌ربایند. قانون کولن مقدار عددی نیروی الکتروستاتیک بین دو ذرهٔ باردار را به‌دست می‌آورد و بیان می‌دارد که مقدار این نیرو با اندازهٔ بار ذرات رابطهٔ مستقیم و با مربع فاصلهٔ بین دو ذره رابطهٔ وارون دارد.

مقدار بار یک پادذره دقیقاً برابر با بار ذرهٔ متناظر با آن است؛ ولی به صورت ناهم‌نام. کوارک‌ها هم باری برابر با 1⁄3- یا 2⁄3+ بار بنیادی دارند که البته هیچ کوارکی تاکنون به صورت آزاد یافت نشده است (دلیل نظری این مطلب در بحث آزادی مجانبی یافت می‌شود).

بار الکتریکی یک جسم برابر با مجموع بارهای الکتریکی ذرات سازندهٔ آن است. این بار به‌طور معمول کوچک است چون ماده از اتم ساخته شده و اتم‌ها به تعداد مساوی از پروتون و الکترون در هستهٔ خود دارند، در نتیجه از نظر الکتریکی خنثی‌اند. یک یون، اتمی (یا دسته‌ای از اتم‌ها) است که یک یا چند الکترون ازدست داده است یا به‌دست آورده است. اتمی که الکترون از دست دهد بار خالص آن مثبت می‌شود که آن را کاتیون می‌نامیم و اتمی که الکترون به‌دست‌آورد بار خالص آن منفی می‌شود و آن را آنیون می‌نامیم.

در هنگام تشکیل یک جسم (ماکروسکوپیک) اتم‌ها و یون‌های تشکیل‌دهندهٔ آن به گونه‌ای با هم ترکیب می‌شوند که جسم از نظر الکتریکی خنثی باشد یا این‌که همیشه تمایل به ازدست دادن یا گرفتن الکترون و در نتیجه خنثی بودن دارند اما به‌ندرت جسمی پیدا می‌شود که به‌طور خالص بی‌بار (خنثی) باشد.

گاهی یون‌ها در سراسر مادهٔ تشکیل‌دهندهٔ جسم پخش شده است و به آن جسم بار مثبت یا منفی داده است. همچنین اجسام رسانای جریان الکتریسیته گاهی آسان‌تر یا راحت‌تر (بسته به نوع ماده) الکترون به‌دست می‌آورند یا از دست می‌دهند و بار خالص مثبت یا منفی پیدا می‌کنند. به این پدیده که جسمی دارای بار غیر صفر ساکن باشد الکتریسیتهٔ ساکن می‌گوییم. به راحتی با بر روی هم مالیدن دو مادهٔ ناهمسان، مانند کهربا روی یک پارچهٔ خزدار یا شیشه روی ابریشم می‌توانیم الکتریسیتهٔ ساکن تولید کنیم. با این روش اجسام نارسانا می‌توانند مقدار قابل توجهی بار الکتریکی به‌دست آورند یا از دست دهند. واضح است که وقتی یکی از این اجسام بار الکتریکی به‌دست می‌آورد دیگری دقیقاً به همان اندازه بار الکتریکی از دست می‌دهد و این به دلیل قانون پایستگی بار الکتریکی است که همواره برقرار است.

گاهی مجموع بارهای الکتریکی یک جسم صفر است اما بار آن به صورت غیریکنواخت پخش شده است (مثلاً به دلیل حضور یک میدان الکترومغناطیسی یا دوقطبی‌های موجود در ماده) در این حالت می‌گوییم جسم قطبی شده است. بار الکتریکی به‌دست آمده از قطبی‌شدن ماده را بار مرزی، بار تولید شده بر روی یک جسم که ناشی از بار گرفته‌شده یا داده‌شده به جسمی دیگر است را بار آزاد و حرکت الکترون‌ها را در یک جهت خاص در فلزات رسانا، جریان الکتریکی می‌نامیم.

## یکاها
در سامانهٔ بین‌المللی یکاها (SI) واحد بار الکتریکی کولن معادل بار الکتریکی ۱۰۱۸ × ۶٫۲۴۲ عدد پروتون یا به‌طور ضرب شده به ۱ منفی (۱-) برابر با بار الکتریکی ۱۰۱۸ × ۶٫۲۴۲ عدد الکترون است؛ بنابراین بار یک الکترون {\displaystyle e=1.602\times 10^{-19}C} کولن است. هر کولن، مقدار بار الکتریکی گذرنده در یک ثانیه و در جریان ثابت یک آمپر است. ({\displaystyle 1\mathrm {C} =1\mathrm {A} \cdot 1\mathrm {s} })
برای نشان دادن بار یا الکتریسیته از علامت Q استفاده می‌کنند. مقدار بار الکتریکی به‌طور مستقیم توسط یک برق نما یا به‌طور غیرمستقیم توسط گالوانومتر اندازه‌گیری می‌شود.
بعد از فهم مکانیک کوانتوم و توضیح مفهوم کلاسیک بار الکتریکی با ادبیات کوانتومی، جرج استونی در سال ۱۸۹۱ واحد الکترون را برای بار الکتریکی پیشنهاد کرد، این پیشنهاد قبل از کشفیات جوزف جان تامسون در سال ۱۸۹۷ بود. امروزه واحد بار به شکل بار اولیه یا واحد بنیادین بار یا eنشان داده می‌شود. اندازه‌گیری بار باید به شکل ضریبی از بار بنیادی باشد حتی اگر مقدار بار برای یک جسم در ابعاد بزرگ باشد، همچنین مقدار بار یک عدد حقیقی است.

## پیشینه

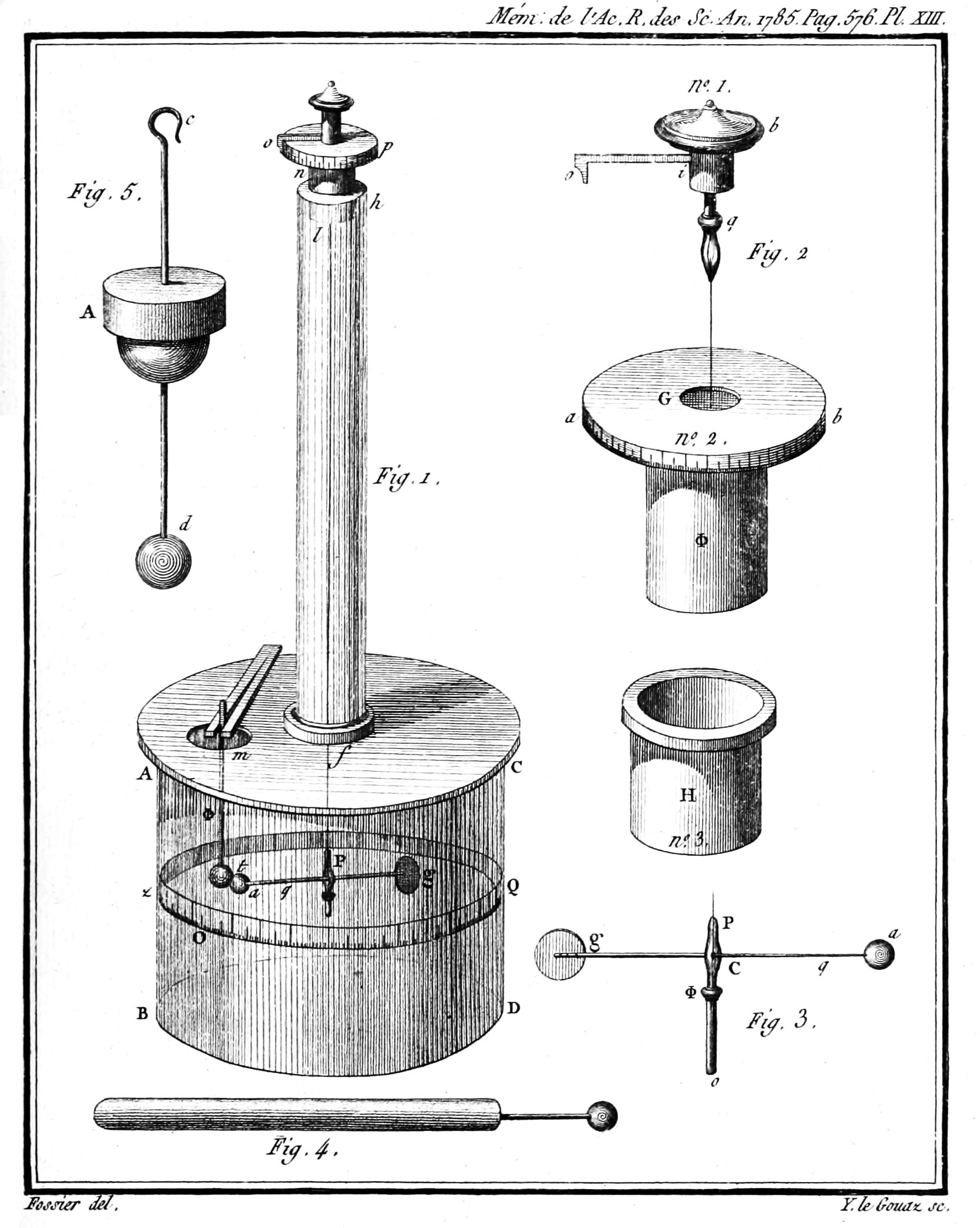
دستگاه تعادل پیچشی کولن

تالس، فیلسوف یونانی سدهٔ ششم پیش از میلاد گفته است که با مالیدن پارچهٔ خزدار روی مواد مختلف مانند کهربا می‌توان بار یا الکتریسیته تولید کرد، همچنین یونانی‌ها گفته بودند که دکمه‌های باردار کهربایی می‌توانند اجسام سبک مانند مو را به سمت خود بربایند یا اگر کهربا را برای مدت طولانی مالش دهند ممکن است جرقه تولید شود.
در سال ۱۶۰۰ دانشمند انگلیسی، ویلیام گیلبرت بازگشتی به بحث الکتریسیته داشت و واژهٔ لاتین الکتریکوس گرفته شده از واژهٔ یونانی ηλεκτρον به معنی کهربا را ایجاد کرد که البته خیلی زود این واژه به شکل انگلیسی electric و electricity تغییر پیدا کرد. در سال ۱۶۶۰ اتوفون گوریک تلاش‌های گیلبرت را دنبال کرد و احتمالاً او کسی است که دستگاه تولیدکننده الکتریسیته ساکن را اختراع کرده است. از دیگر اروپاییان پیشرو در این زمینه می‌توان از رابرت بویل نام برد. بویل کسی است که در سال ۱۶۶۷ اظهار داشت که ربایش و رانش الکتریکی در فضای خالی نیز امکان‌پذیر است. استفان گری در سال ۱۷۲۹ مواد را به گروه‌های رسانا و نارسانا دسته‌بندی کرد. چارلز فرانسوا دو فی در سال ۱۷۳۳ گفت که: الکتریسیته از دو راه مختلف می‌آید که می‌توانند یکدیگر را خنثی کنند او این اظهارات را با عنوان تئوری «دو سیال» مطرح کرد که: وقتی شیشه روی ابریشم مالیده می‌شود شیشه باردار می‌شود یا بار شیشه‌ای و وقتی کهربا روی خز مالیده می‌شود کهربا باردار می‌شود یا بار صمغی. در سال ۱۸۳۹ مایکل فاراده نشان داد که تقسیم‌بندی ظاهری بین الکتریسیته ساکن، الکتریسیته جاری و بیوالکتریسیته درست نیست و همه این‌ها ناشی از رفتار الکتریکی قطب‌های مختلف دوقطبی‌ها است که به‌طور دلخواه یک را مثبت و دیگری را منفی نامیده‌ایم. بار مثبت، همان بار باقی‌مانده روی میله شیشه‌ای پس از مالش با ابریشم است.

بنجامین فرانکلین در قرن ۱۸ بیشترین تجربه را در این زمینه دارد. وی به حمایت از تئوری تک سیال الکتریکی بحث کرد. او تصور می‌کرد که بار الکتریکی یک سیال نامرئی است که در تمام مواد وجود دارد؛ مثلاً او معتقد بود که شیشه است که در ظرف لیدن بار الکتریکی را انباشته می‌کند. او اثبات کرد که مالیدن دو سطح نارسانا روی هم باعث می‌شود که این سیال تغییر مکان دهد و همین‌طور جاری شدن این سیال جریان الکتریکی را ایجاد می‌کند. وی این را نیز اثبات کرد که اگر ماده مقدار کمی از این سیال را داشته باشد می‌گوییم بار منفی دارد و اگر مقدار اضافی از آن را داشته باشد می‌گوییم بار مثبت دارد. به‌طور دلخواه (یا به دلیلی که ثبت نشده است) وی انتخاب کرد که باری که روی شیشه انباشته شده، بار شیشه‌ای بار مثبت است و بار صمغی منفی است. همچنین او بود که واژه‌های بار و باتری را وارد فرهنگ الکتریسیته کرد.
ویلیام واتسون نیز هم‌زمان با فرانکلین به همین نتایج رسید.

## الکتریسیتهٔ ساکن و الکتریسیتهٔ جاری
الکتریسیتهٔ ساکن و جاری دو پدیدهٔ جداگانه و در اثر بار الکتریکی‌اند، که می‌توانند هم‌زمان در یک جسم رخ دهند. الکتریسیتهٔ ساکن منبعی برای بار الکتریکی جسم است و اگر دو جسم که در تعادل الکتریکی نیستند را به هم بچسبانیم تخلیهٔ الکتریکی بین آن‌ها اتفاق می‌افتد. تخلیهٔ الکتریکی در بار الکتریکی هر دو جسم تغییر ایجاد می‌کند. در مقابل الکتریسیتهٔ جاری، جریان یافتن بارهای الکتریکی در یک جسم است که موجب از دست دادن یا گرفتن هیچ‌گونه باری در آن جسم نمی‌شود. البته در تخلیهٔ الکتریکی هم بارها از یکی به سمت دیگری جاری می‌شود اما این جریان خیلی کوتاه است که بخواهیم آن را جریان الکتریکی بخوانیم.

### باردار کردن با روش تماس
در این روش یک جسم باردار را کنار یک جسم بدون بار الکتریکی می‌گذاریم (شکل زیر)

## یک آزمایش ساده
یک میلهٔ شیشه‌ای و صمغ را در نظر بگیرید، هیچ‌کدام از آن‌ها خواص الکتریکی از خود نشان نمی‌دهند؛ آن‌ها را باهم مالش دهید و همچنان در تماس با هم نگه دارید، همچنان هیچ اثر الکتریکی از خود نشان نمی‌دهند؛ حال آن‌ها را از هم جدا کنید حالا یکدیگر را جذب می‌کنند.
اگر میلهٔ شیشه‌ای دیگری را با صمغ دیگری مالش دهید و آن دو را جدا از هم قرار دهید و دو میله شیشه‌ای را در کنار هم و دو تکه صمغ را هم کنار هم از نقطه‌ای آویزان کنید می‌بینید که:
1. دو میلهٔ شیشه‌ای یکدیگر را می‌رانند.
2. هر دو میلهٔ شیشه‌ای صمغ را می‌ربایند.
3. دو تکه صمغ یکدیگر را می‌رانند.

این پدیده‌های ربایش و رانش در هر دو مادهٔ دیگری که مانند شیشه و صمغ باردار شده باشد دقیقاً به همین شکل تکرار می‌شود. جسمی که شیشه را براند می‌گوییم به شکل شیشه‌ای باردار شده و اگر جسمی شیشه را جذب کند و صمغ را براند می‌گوییم به شکل صمغی باردار شده است.

امروزه در کاربرد علمی می‌گوییم جسمی که مانند شیشه باردار باشد بار مثبت و اگر مانند صمغ باردار باشد بار منفی دارد. این علامت‌گذاری‌ها مانند قراردادهای ریاضی در علامت‌گذاری‌اند. هیچ نیرویی (ربایش یا رانش) بین یک جسم بدون بار و یک جسم باردار وجود ندارد.

در نگاه میکروسکوپی، راه‌های زیادی برای به‌وجود آمدن جریان الکتریکی وجود دارد مانند حرکت الکترون‌ها، حرکت حفره‌های الکترونی که مانند جابه‌جایی بار مثبت می‌ماند یا حرکت ذره‌های مثبت یا منفی یونی (یون‌ها یا هر ذرهٔ باردار دیگری در جهت خلاف یکدیگر در برق‌کافت یا پلاسما حرکت می‌کنند). حرکت هرکدام از این ذرات باردار در ماده ایجاد جریان الکتریکی می‌کند و معمولاً هم گفته نمی‌شود که ذرهٔ در حال جریان، بار مثبت حمل می‌کند یا منفی.

## خواص
علاوه بر تمام خواص الکترومغناطیسی که از بار الکتریکی گفته شد، بار یک متغیر نسبیتی است به این معنی که هر ذره‌ای که بار Q دارد، مهم نیست که با چه سرعتی حرکت می‌کند، فرض می‌شود همواره بار Q را حفظ می‌کند. این خاصیت بار به وسیلهٔ آزمایش هم نشان داده شده است مثلاً: بار یک هسته هلیوم (دو پروتون و دو نوترون در مجاورت یکدیگر در هسته اتم با سرعت بسیار زیاد در حال گردش‌اند) برابر است با بار دو هسته دوتریوم (یک پروتون و یک نوترون در مجاورت یکدیگرند که با سرعتی بسیار کمتر از آنچه در هسته هلیوم داشتند حرکت می‌کنند).

### پایستگی بار الکتریکی
تمام بار الکتریکی یک سامانه بی‌دررو جدا از اینکه چه اتفاقی در آن بیفتد همواره ثابت باقی می‌ماند. این قانون برای تمام فرایندهای شناخته‌شده در فیزیک تعمیم داده می‌شود هم چنین برای نامتغیرهای گوج در تابع موج برای حالت محلی آن. پایستگی بار، معادله پیوستگی جریان الکتریکی را نتیجه می‌دهد. به شکل عمومی‌تر، بار کل برابر است با انتگرال حجمی V چگالی بار ρ که خود معادل است با انتگرال سطحی چگالی جریان J در سطح بسته S = ∂V که این مقدار جریان خالص I را نتیجه می‌شود:
{\displaystyle -{\frac {d}{dt}}\int _{V}\rho \,\mathrm {d} V=\iint _{\partial V}\!\!\!\!\!\!\!\!\!\!\!\!\!\!\!\!\!\!\!\;\;\;\subset \!\supset \mathbf {J} \;\cdot \mathrm {d} \mathbf {S} =\int JdS\cos \theta =I.}
بنابراین پایستگی بار الکتریکی، که با معادله پیوستگی جریان نشان داده شد نتیجه زیر را می‌دهد:
{\displaystyle I={\frac {dQ}{dt}}.}
مقدار بار جابجاشده بین زمان‌های ti و tf از انتگرال زیر به‌دست می‌آید:
{\displaystyle Q=\int _{t_{\mathrm {i} }}^{t_{\mathrm {f} }}I\,\mathrm {d} t}
که Iجریان کل خروجی از سطح بسته است و Q بار الکتریکی در حجم تعیین شده توسط آن سطح می‌باشد.

## کاربرد نیروهای الکتریکی بین اجسام باردار
نیروهای الکتریکی موجود بین اجسام باردار در صنعت کاربردهای زیادی دارند، که از آن جمله می‌توان به رنگ افشانی الکتروستاتیکی، گردنشانی، دودگیری، مرکب پاشی چاپگرها و فتوکپی اشاره کرد. به عنوان مثال در یک دستگاه فتوکپی دانه‌های حامل ماشین با ذرات گرد سیاه رنگی که تونر نام دارد، پوشیده می‌شوند. این ذرات به وسیلهٔ نیروهای الکتروستاتیکی به دانه حامل می‌چسبند.
ذرات با بار منفی تونر، سرانجام از دانه‌های حاملشان جدا می‌شوند. جذب این ذرات توسط تصویر با بار مثبت متن مورد نسخه برداری، که بر روی یک غلتک چرخان قرار دارد، صورت می‌گیرد. آنگاه ورقه کاغذ باردار ذرات تونر را روی غلتک جذب می‌کند و بعد از پخته شدن و نشستن ذرات بر روی کاغذ، کپی مورد نظر به‌دست می‌آید.

## روش‌های انتقال بار الکتریکی
ابتدا باید مفهوم اجسام رسانا و غیر رسانا را بدانیم:
- اجسام رسانا: اجسامی هستند که دارای الکترون‌های آزاداند.
- اجسام نارسانا: اجسامی که فاقد الکترون‌های آزاداند.

روش‌های انتقال بار:
1. مالش:

معمولاً برای اجسام نارسانا انجام می‌شود؛ وقتی ما دو جسم را به هم مالش می‌دهیم دارای بار الکتریکی می‌شود؛ یکی دارای الکترون می‌شود (منفی) و دیگری الکترون از دست می‌دهد (مثبت)
۲. تماس:
معمولاً برای اجسام رسانا انجام می‌شود؛ وقتی دو جسم رسانا را به هم تماس می‌دهیم بارها را به یکدیگر به نسبت حجم شان انتقال می‌دهند.
اگر جسم رسانا باشد الکترون‌ها خیلی سریع و در تمام ان توزیع می‌شود
اگر جسم نارسانا باشد الکترون‌ها خیلی کند توزیع می‌شوند و در نقطهٔ تماس می‌مانند
۳. القا:
این روش هم برای اجسام رسانا انجام می‌شود. ما این کار با یک یا دو کره عایق می‌توانیم بار را القا کنیم؛ برای مثال یک میله با بار منفی برداشته و به کره نزدیک می‌کنیم بر اساس قانون الکترواستاتیک (الکتریسیته ساکن) منفی‌ها دور می‌شوند و کره عایق‌مان را با استفاده از یک سیم رسانا به زمین اتصال می‌دهیم؛ بارهای منفی از کره خارج و بعد سیم را قطع و بعد میله را از آن دور می‌کنیم.